# Catena Rax-Schneeberg
La Catena Rax-Schneeberg (in tedesco Rax-Schneeberg-Gruppe) è un massiccio montuoso delle Alpi Nord-orientali di Stiria nelle Alpi Settentrionali di Stiria.
Si trova in Austria (Stiria e Bassa Austria).

## Classificazione

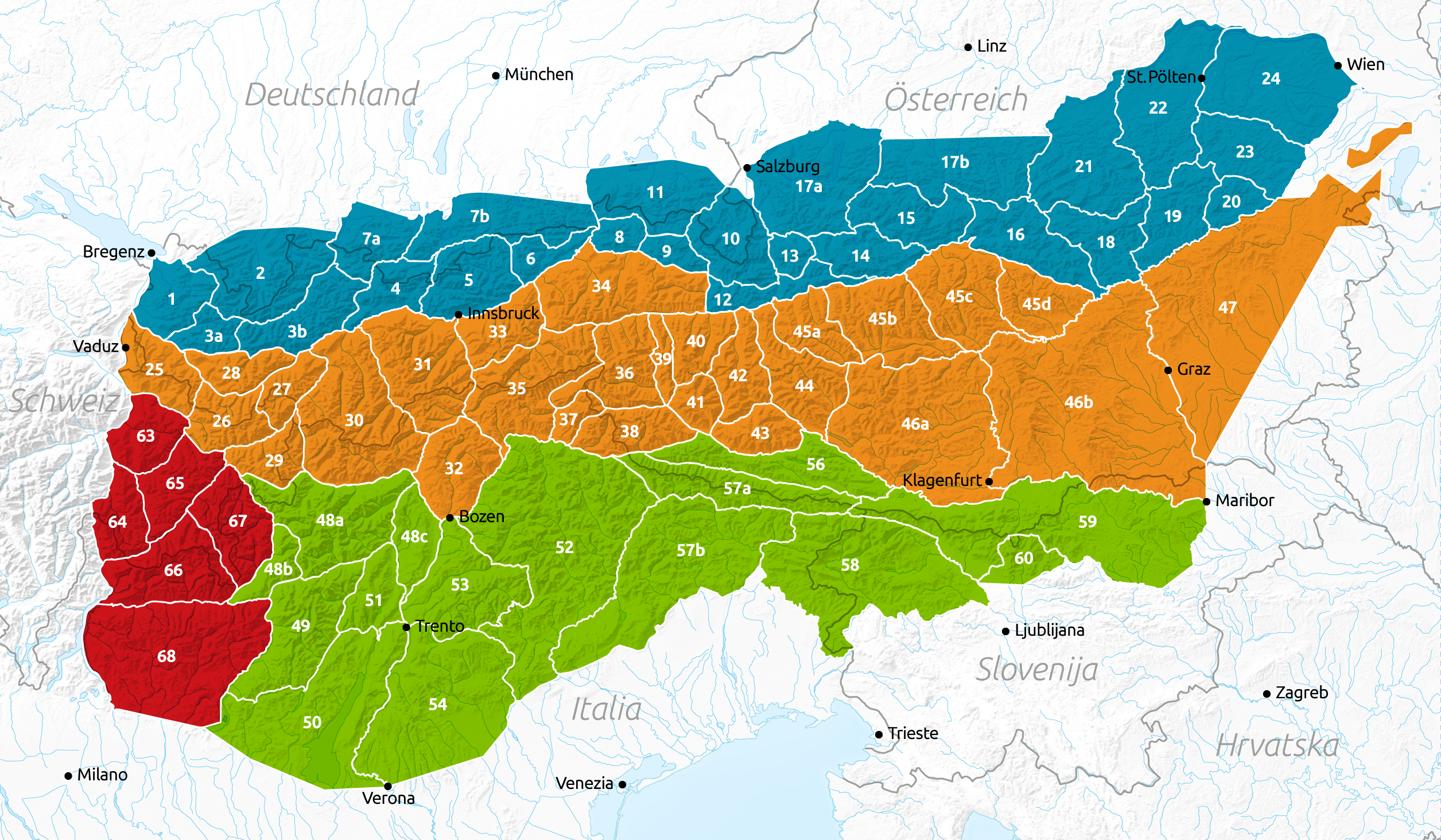
La Catena Rax-Schneeberg secondo l'AVE è individuata dal numero 20.

Secondo la SOIUSA la Catena Rax-Schneeberg è un supergruppo con la seguente classificazione:
- Grande Parte = Alpi Orientali
- Grande Settore = Alpi Nord-orientali
- Sezione = Alpi Settentrionali di Stiria
- Sottosezione = Alpi Nord-orientali di Stiria
- Supergruppo = Catena Rax-Schneeberg
- Codice = II/B-26.II-C

Secondo l'AVE costituisce il gruppo n. 20 di 75 nelle Alpi Orientali.

## Suddivisione
Il gruppo, secondo la SOIUSA, è suddiviso in due gruppi e quattro sottogruppi:
- Gruppo del Rax (7)
  - Raxalpa (7.a)
  - Catena del Drahtekogel (Tratenkogel) (7.b)
- Gruppo dello Schneeberg (8)
  - Schneeberg (8.a)
  - Catena del Krummbachstein (8.b)

## Vette

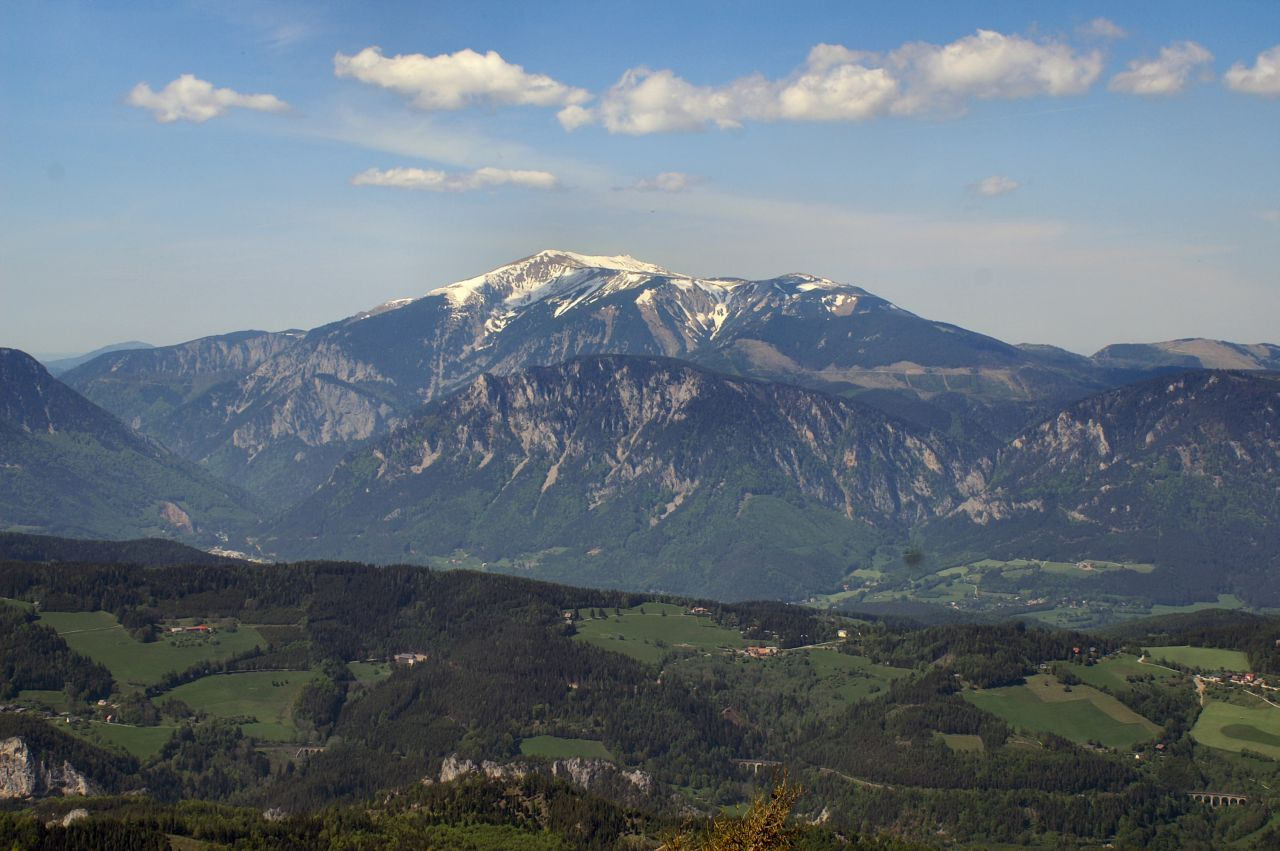
Lo Schneeberg.

Le montagne principali del gruppo sono:
- Klosterwappen (Schneeberg), 2076 m
- Kaiserstein (Schneeberg), 2061 m
- Heukuppe (Rax), 2007 m
- Scheibwaldhöhe (Rax), 1943 m